# الکس اسکوبار
الکس اسکوبار (انگلیسی: Álex Escobar؛ زادهٔ ۸ فوریهٔ ۱۹۶۵) بازیکن فوتبال اهل کلمبیا است.
از باشگاه‌هایی که در آن بازی کرده‌است می‌توان به باشگاه فوتبال ال‌دی‌یو کیتو و باشگاه فوتبال اتلتیکو مینیرو اشاره کرد.
وی همچنین در تیم ملی فوتبال کلمبیا بازی کرده‌است.